# Лупша-де-Сус
Лупша-де-Сус (рум. Lupșa de Sus) — село у повіті Мехедінць в Румунії. Входить до складу комуни Броштень.
Село розташоване на відстані 251 км на захід від Бухареста, 25 км на північний схід від Дробета-Турну-Северина, 82 км на північний захід від Крайови.

## Населення
За даними перепису населення 2002 року у селі проживали 539 осіб, усі — румуни. Усі жителі села рідною мовою назвали румунську.